# Grand Prix Monaka 2012
Grand Prix Monaka 2012 (oficiálně Formula 1 Grand Prix de Monaco 2012) se jela na okruhu Circuit de Monaco v Monte Carlu v Monaku dne 27. května 2012. Závod byl šestým v pořadí v sezóně 2012 šampionátu Formule 1.

## Kvalifikace
| Poř.                       | No. | Jezdec             | Konstruktér          | Časy v kvalifikaci | Časy v kvalifikaci | Časy v kvalifikaci | Pořadí na startu |
| Poř.                       | No. | Jezdec             | Konstruktér          | Q1                 | Q2                 | Q3                 | Pořadí na startu |
| -------------------------- | --- | ------------------ | -------------------- | ------------------ | ------------------ | ------------------ | ---------------- |
| 1                          | 7   | Michael Schumacher | Mercedes             | 1:15.873           | 1:15.062           | 1:14.301           | 6                |
| 2                          | 2   | Mark Webber        | Red Bull-Renault     | 1:16.013           | 1:15.035           | 1:14.381           | 1                |
| 3                          | 8   | Nico Rosberg       | Mercedes             | 1:15.900           | 1:15.022           | 1:14.448           | 2                |
| 4                          | 4   | Lewis Hamilton     | McLaren-Mercedes     | 1:16.063           | 1:15.166           | 1:14.583           | 3                |
| 5                          | 10  | Romain Grosjean    | Lotus-Renault        | 1:15.718           | 1:15.219           | 1:14.639           | 4                |
| 6                          | 5   | Fernando Alonso    | Ferrari              | 1:16.153           | 1:15.128           | 1:14.948           | 5                |
| 7                          | 6   | Felipe Massa       | Ferrari              | 1:15.983           | 1:14.911           | 1:15.049           | 7                |
| 8                          | 9   | Kimi Räikkönen     | Lotus-Renault        | 1:15.889           | 1:15.322           | 1:15.199           | 8                |
| 9                          | 18  | Pastor Maldonado   | Williams-Renault     | 1:16.017           | 1:15.026           | 1:15.245           | 23               |
| 10                         | 1   | Sebastian Vettel   | Red Bull-Renault     | 1:15.757           | 1:15.234           | Bez času           | 9                |
| 11                         | 12  | Nico Hülkenberg    | Force India-Mercedes | 1:15.418           | 1:15.421           |                    | 10               |
| 12                         | 14  | Kamui Kobajaši     | Sauber-Ferrari       | 1:15.648           | 1:15.508           |                    | 11               |
| 13                         | 3   | Jenson Button      | McLaren-Mercedes     | 1:16.399           | 1:15.536           |                    | 12               |
| 14                         | 19  | Bruno Senna        | Williams-Renault     | 1:15.923           | 1:15.709           |                    | 13               |
| 15                         | 11  | Paul di Resta      | Force India-Mercedes | 1:16.062           | 1:15.718           |                    | 14               |
| 16                         | 16  | Daniel Ricciardo   | Toro Rosso-Ferrari   | 1:16.360           | 1:15.878           |                    | 15               |
| 17                         | 17  | Jean-Éric Vergne   | Toro Rosso-Ferrari   | 1:16.491           | 1:16.885           |                    | 16               |
| 18                         | 20  | Heikki Kovalainen  | Caterham-Renault     | 1:16.538           |                    |                    | 17               |
| 19                         | 21  | Vitalij Petrov     | Caterham-Renault     | 1:17.404           |                    |                    | 18               |
| 20                         | 24  | Timo Glock         | Marussia-Cosworth    | 1:17.947           |                    |                    | 19               |
| 21                         | 22  | Pedro de la Rosa   | HRT-Cosworth         | 1:18.096           |                    |                    | 20               |
| 22                         | 25  | Charles Pic        | Marussia-Cosworth    | 1:18.476           |                    |                    | 21               |
| 23                         | 23  | Narain Karthikeyan | HRT-Cosworth         | 1:19.310           |                    |                    | 22               |
| 107% času vítěze: 1:20.697 |     |                    |                      |                    |                    |                    |                  |
| —                          | 15  | Sergio Pérez       | Sauber-Ferrari       | Bez času           |                    |                    | 24               |
| Zdroj:                     |     |                    |                      |                    |                    |                    |                  |

Poznámky
1. ↑  Michael Schumacher obdržel trest posunu o 5 míst vzad za zavinění kolize v předchozím závodě.
2. ↑  Pastor Maldonado obdržel trest posunu o 15 míst vzad - 10 míst za zavinění kolize se Sergiem Perézem během tréninku a 5 míst za neplánovanou výměnu převodovky.
3. ↑  Sergio Pérez nezaznamenal čas, kterým by se kvalifikoval ve 107 % času vítěze. Start mu byl povolen sportovními komisaři. Zároveň obdržel trest posunu o 5 míst vzad za neplánovanou výměnu převodovky.

## Závod
| Poř.   | No. | Jezdec             | Konstruktér          | Počet kol | Čas/Odstoupení      | Pořadí na startu | Body |
| ------ | --- | ------------------ | -------------------- | --------- | ------------------- | ---------------- | ---- |
| 1      | 2   | Mark Webber        | Red Bull-Renault     | 78        | 1:46:06.557         | 1                | 25   |
| 2      | 8   | Nico Rosberg       | Mercedes             | 78        | +0.643              | 2                | 18   |
| 3      | 5   | Fernando Alonso    | Ferrari              | 78        | +0.947              | 5                | 15   |
| 4      | 1   | Sebastian Vettel   | Red Bull-Renault     | 78        | +1.343              | 9                | 12   |
| 5      | 4   | Lewis Hamilton     | McLaren-Mercedes     | 78        | +4.101              | 3                | 10   |
| 6      | 6   | Felipe Massa       | Ferrari              | 78        | +6.195              | 7                | 8    |
| 7      | 11  | Paul di Resta      | Force India-Mercedes | 78        | +41.537             | 14               | 6    |
| 8      | 12  | Nico Hülkenberg    | Force India-Mercedes | 78        | +42.562             | 10               | 4    |
| 9      | 9   | Kimi Räikkönen     | Lotus-Renault        | 78        | +44.036             | 8                | 2    |
| 10     | 19  | Bruno Senna        | Williams-Renault     | 78        | +44.516             | 13               | 1    |
| 11     | 15  | Sergio Pérez       | Sauber-Ferrari       | 77        | +1 kolo             | 23               |      |
| 12     | 17  | Jean-Éric Vergne   | Toro Rosso-Ferrari   | 77        | +1 kolo             | 16               |      |
| 13     | 20  | Heikki Kovalainen  | Caterham-Renault     | 77        | +1 kolo             | 17               |      |
| 14     | 24  | Timo Glock         | Marussia-Cosworth    | 77        | +1 kolo             | 19               |      |
| 15     | 23  | Narain Karthikeyan | HRT-Cosworth         | 76        | +2 kola             | 22               |      |
| 16     | 3   | Jenson Button      | McLaren-Mercedes     | 70        | Kolize              | 12               |      |
| Ret    | 16  | Daniel Ricciardo   | Toro Rosso-Ferrari   | 65        | Řízení              | 15               |      |
| Ret    | 25  | Charles Pic        | Marussia-Cosworth    | 64        | Elektronika         | 21               |      |
| Ret    | 7   | Michael Schumacher | Mercedes             | 63        | Tlak paliva         | 6                |      |
| Ret    | 21  | Vitalij Petrov     | Caterham-Renault     | 15        | Elektronika         | 18               |      |
| Ret    | 14  | Kamui Kobajaši     | Sauber-Ferrari       | 5         | Poškození po kolizi | 11               |      |
| Ret    | 10  | Romain Grosjean    | Lotus-Renault        | 0         | Kolize              | 4                |      |
| Ret    | 22  | Pedro de la Rosa   | HRT-Cosworth         | 0         | Kolize              | 20               |      |
| Ret    | 18  | Pastor Maldonado   | Williams-Renault     | 0         | Kolize              | 24               |      |
| Zdroj: |     |                    |                      |           |                     |                  |      |

## Průběžné pořadí po závodě
Pohár jezdců
|   | Pořadí | Jezdec           | Body |
| - | ------ | ---------------- | ---- |
| 1 | 1      | Fernando Alonso  | 76   |
| 1 | 2      | Sebastian Vettel | 73   |
| 2 | 3      | Mark Webber      | 73   |
| 1 | 4      | Lewis Hamilton   | 63   |
| 2 | 5      | Nico Rosberg     | 59   |

Pohár konstruktérů
|   | Pořadí | Konstruktér      | Body |
| - | ------ | ---------------- | ---- |
|   | 1      | Red Bull-Renault | 146  |
|   | 2      | McLaren-Mercedes | 108  |
| 1 | 3      | Ferrari          | 86   |
| 1 | 4      | Lotus-Renault    | 86   |
|   | 5      | Mercedes         | 61   |